# Liga I (2016/2017)
Liga I 2016/2017 (ze względów sponsorskich Liga I Orange) – była 11. edycją najwyższej klasy rozgrywkowej piłki nożnej w Rumunii pod tą nazwą, a 99. mistrzowskimi rozgrywkami w ogóle.
Brało w niej udział 14 drużyn, które w okresie od 22 lipca 2016 do 5 czerwca 2017 rozegrały w dwóch rundach 40 kolejek meczów.
Sezon zakończył baraż o miejsce w przyszłym sezonie w Liga I.
Obrońcą tytułu była drużyna Astra Giurgiu.
Mistrzostwo po raz pierwszy w historii zdobyła drużyna Viitorul Konstanca.

## Drużyny
| Uczestnicy poprzedniej edycji                                                                                 | Uczestnicy poprzedniej edycji | Uczestnicy poprzedniej edycji | Uczestnicy poprzedniej edycji |
| --- | ----------------------------- | ----------------------------- | ----------------------------- |
| AST | Astra Giurgiu                 | 1                             |                               |
| STE | Steaua Bukareszt              | 2                             |                               |
| PAN | Pandurii Târgu Jiu            | 3                             |                               |
| DIN | Dinamo Bukareszt              | 4                             |                               |
| VCO | Viitorul Constanța            | 5                             |                               |
| TMU | Târgu Mureș                   | 6                             |                               |
| JAS | CSMS Jassy                    | 7                             |                               |
| CSU | CS U Krajowa                  | 8                             |                               |
| BOT | FC Botoșani                   | 9                             |                               |
| CFR | CFR Cluj                      | 10                            |                               |
| CON | Concordia Chiajna             | 11                            |                               |
| ACS | ACS Poli Timișoara            | 131                           |                               |
| po barażach                                                                                                   |                               |                               |                               |
| VOL | FC Voluntari                  | 12                            |                               |
| Awans z Liga II (Seria I)                                                                                     |                               |                               |                               |
| RAP | Rapid Bukareszt               | 1                             |                               |
| Awans z Liga II (Seria II)                                                                                    |                               |                               |                               |
| GAZ | Gaz Metan                     | 1                             |                               |
| Oznaczenia: - kolumna pierwsza – skróty nazw drużyn, - kolumna trzecia – miejsce zajęte w poprzednim sezonie. |                               |                               |                               |

Objaśnienia: 21 lipca 2016 Rapid Bukareszt beniaminek Liga I został wykluczony po rozwiązaniu klubu. Jego miejsce zajęła ACS Poli Timișoara najwyżej sklasyfikowany spadkowicz z zeszłego sezonu.

## Faza zasadnicza

### Tabela
| Lp. | Drużyna               | M  | Z  | R | P  | B+ | B- | +/– | Pkt | Kwalifikacja   |
| --- | --------------------- | -- | -- | - | -- | -- | -- | --- | --- | -------------- |
| 1   | Viitorul Konstanca    | 26 | 16 | 3 | 7  | 39 | 22 | +17 | 51  | grupa play-off |
| 2   | Steaua Bukareszt      | 26 | 13 | 8 | 5  | 34 | 22 | +12 | 47  | grupa play-off |
| 3   | Astra Giurgiu         | 26 | 13 | 5 | 8  | 32 | 28 | +4  | 44  | grupa play-off |
| 4   | CFR 1907 Cluj         | 26 | 14 | 7 | 5  | 42 | 23 | +19 | 43  | grupa play-off |
| 5   | Universitatea Krajowa | 26 | 13 | 4 | 9  | 36 | 26 | +10 | 43  | grupa play-off |
| 6   | Dinamo Bukareszt      | 26 | 12 | 5 | 9  | 40 | 33 | +7  | 41  | grupa play-off |
| 7   | Gaz Metan Mediaș      | 26 | 10 | 9 | 7  | 36 | 27 | +9  | 39  | grupa play-out |
| 8   | Botoșani              | 26 | 9  | 5 | 12 | 30 | 31 | −1  | 32  | grupa play-out |
| 9   | Voluntari             | 26 | 8  | 6 | 12 | 30 | 37 | −7  | 30  | grupa play-out |
| 10  | CSM Politehnica Jassy | 26 | 8  | 5 | 13 | 28 | 31 | −3  | 29  | grupa play-out |
| 11  | Concordia Chiajna     | 26 | 6  | 7 | 13 | 17 | 32 | −15 | 25  | grupa play-out |
| 12  | Pandurii Târgu Jiu    | 26 | 6  | 7 | 13 | 24 | 42 | −18 | 19  | grupa play-out |
| 13  | Poli Timișoara        | 26 | 7  | 7 | 12 | 25 | 42 | −17 | 14  | grupa play-out |
| 14  | Târgu Mureș           | 26 | 5  | 6 | 15 | 20 | 37 | −17 | 12  | grupa play-out |

1. ↑  CFR 1907 Cluj odjęto sześć punktów przed startem sezonu za niespełnienie kryteriów licencyjnych[5].
2. ↑  CSU Craiova po decyzji Sąd Apelacyjnego w Bukareszcie powróciło do nazwy CS Universitatea Krajowa[6].
3. ↑  CS Municipal Studențesc Jassy przed rozpoczęciem sezonu zmieniła nazwę na CSM Politehnica Jassy[7].
4. ↑  Pandurii Târgu Jiu 19 grudnia Pandurii odjęto trzy punkty za naruszenie przepisów „finansowych fair-play”[8]; trzy punkty za przerwanie meczu w rundzie 21[9].
5. ↑  Poli Timișoara odjęto sześć punktów za finansowe zaległości wobec zawodników, osiem punktów za niespełnienie skali w play-out w sezonie 2015/16[10][11][12].
6. ↑  Târgu Mureș odjęto sześć punktów przed startem sezonu za niespełnienie kryteriów licencyjnych[5]; 19 grudnia ASA Târgu Mureș odjęto trzy punkty za naruszenie przepisów „finansowych fair-play”[8].

### Wyniki
| Gospodarz \ Gość      | ACS | AST | BOT | CFR | CON | IAȘ | UCR | DIN | STE | GAZ | PAN | TGM | VII | VOL |
| --------------------- | --- | --- | --- | --- | --- | --- | --- | --- | --- | --- | --- | --- | --- | --- |
| Poli Timișoara        |     | 2–0 | 0–5 | 1–1 | 1–1 | 2–1 | 3–2 | 1–2 | 0–1 | 1–1 | 1–3 | 0–1 | 1–0 | 1–0 |
| Astra Giurgiu         | 3–1 |     | 3–0 | 1–2 | 1–1 | 1–0 | 1–2 | 1–4 | 1–0 | 0–2 | 2–0 | 1–0 | 1–0 | 1–1 |
| Botoșani              | 2–0 | 0–0 |     | 3–1 | 1–1 | 1–3 | 1–0 | 2–1 | 0–2 | 0–0 | 3–1 | 4–2 | 1–2 | 0–1 |
| CFR 1907 Cluj         | 2–2 | 5–1 | 1–0 |     | 2–0 | 1–0 | 0–0 | 0–0 | 1–1 | 1–1 | 0–1 | 2–0 | 1–0 | 5–0 |
| Concordia Chiajna     | 0–2 | 1–3 | 0–2 | 1–2 |     | 0–0 | 0–0 | 2–1 | 1–0 | 1–0 | 0–0 | 1–2 | 1–2 | 0–4 |
| CSM Politehnica Jassy | 0–1 | 2–3 | 0–1 | 1–2 | 1–0 |     | 2–1 | 3–1 | 0–2 | 3–1 | 3–2 | 0–0 | 0–0 | 1–2 |
| Universitatea Krajowa | 2–0 | 0–1 | 1–0 | 2–1 | 1–1 | 2–0 |     | 2–1 | 1–2 | 1–0 | 2–1 | 2–1 | 2–1 | 5–0 |
| Dinamo Bukareszt      | 2–1 | 2–2 | 1–0 | 0–2 | 0–1 | 3–1 | 2–1 |     | 3–1 | 1–1 | 4–0 | 1–0 | 1–2 | 3–1 |
| Steaua Bukareszt      | 1–0 | 1–0 | 0–0 | 1–2 | 1–0 | 1–1 | 2–1 | 1–1 |     | 0–1 | 3–1 | 1–1 | 2–0 | 2–2 |
| Gaz Metan Mediaș      | 1–1 | 0–1 | 0–0 | 1–2 | 3–1 | 2–1 | 2–2 | 4–0 | 1–1 |     | 1–3 | 2–1 | 2–1 | 1–0 |
| Pandurii Târgu Jiu    | 2–2 | 0–0 | 2–1 | 1–1 | 0–1 | 1–1 | 2–1 | 0–2 | 0–1 | 2–5 |     | 1–0 | 0–1 | 1–1 |
| Târgu Mureș           | 0–0 | 0–2 | 2–0 | 1–3 | 0–1 | 0–3 | 0–2 | 2–1 | 1–1 | 1–3 | 3–0 |     | 0–2 | 0–0 |
| Viitorul Konstanca    | 5–0 | 1–0 | 3–1 | 2–1 | 2–1 | 1–0 | 2–0 | 1–1 | 1–3 | 1–1 | 3–0 | 3–1 |     | 2–1 |
| Voluntari             | 4–1 | 1–2 | 4–2 | 2–1 | 1–0 | 0–1 | 0–1 | 1–2 | 2–3 | 1–0 | 0–0 | 1–1 | 0–1 |     |

1. ↑  Mecz 21 kolejki zweryfikowany jako walkower dla Târgu Mureș. Pandurii Târgu Jiu odmówiło gry w drugiej połowie. Wynik do przerwy 2:0[9].

## Faza finałowa

### Grupa play-off
| Lp. | Drużyna                | M  | Z | R | P | B+ | B- | +/– | Pkt | Kwalifikacja lub spadek                       |  | VII | FCS | DIN | CFR | UCR | AST |
| --- | ---------------------- | -- | - | - | - | -- | -- | --- | --- | --------------------------------------------- |  | --- | --- | --- | --- | --- | --- |
| 1   | Viitorul Konstanca (M) | 10 | 5 | 3 | 2 | 12 | 8  | +4  | 44  | Liga Mistrzów UEFA • III runda kwalifikacyjna |  |     | 3–1 | 0–0 | 1–0 | 0–1 | 3–2 |
| 2   | FCSB                   | 10 | 6 | 2 | 2 | 15 | 7  | +8  | 44  | Liga Mistrzów UEFA • III runda kwalifikacyjna |  | 1–1 |     | 2–1 | 2–0 | 3–0 | 3–0 |
| 3   | Dinamo Bukareszt       | 10 | 5 | 4 | 1 | 15 | 8  | +7  | 40  | Liga Europy UEFA • III runda kwalifikacyjna   |  | 2–1 | 2–1 |     | 2–0 | 0–0 | 1–1 |
| 4   | CFR 1907 Cluj          | 10 | 3 | 2 | 5 | 8  | 14 | −6  | 33  | [ ii ]                                        |  | 0–0 | 0–0 | 0–3 |     | 0–3 | 3–2 |
| 5   | Universitatea Krajowa  | 10 | 2 | 3 | 5 | 8  | 14 | −6  | 31  | Liga Europy UEFA • III runda kwalifikacyjna   |  | 0–1 | 0–1 | 2–2 | 1–4 |     | 1–3 |
| 6   | Astra Giurgiu          | 10 | 1 | 2 | 7 | 10 | 17 | −7  | 27  | Liga Europy UEFA • II runda kwalifikacyjna    |  | 1–2 | 0–1 | 1–2 | 0–1 | 0–0 |     |

1. ↑  Steaua Bukareszt ze względu na konflikt z CSA Steaua Bukareszt zmieniła nazwę na FSCB[19].
2. ↑  CFR 1907 Cluj nie uzyskała licencji UEFA po złożeniu wniosku o upadłość w 2015 roku[20][21][22].

### Grupa play-out
| Lp. | Drużyna                | M  | Z | R | P | B+ | B- | +/– | Pkt | Kwalifikacja lub spadek |     | IAȘ | GAZ | VOL | BOT | CON | ACS | PAN | TGM |
| --- | ---------------------- | -- | - | - | - | -- | -- | --- | --- | ----------------------- | --- | --- | --- | --- | --- | --- | --- | --- | --- |
| 7   | CSM Politehnica Jassy  | 14 | 7 | 7 | 0 | 16 | 5  | +11 | 43  |                         |     |     | 1–0 | 1–1 | 2–1 | 3–1 | 1–0 | 3–0 | 0–0 |
| 8   | Gaz Metan Mediaș       | 14 | 4 | 7 | 3 | 17 | 11 | +6  | 39  |                         | 0–2 |     | 4–1 | 0–0 | 3–0 | 2–2 | 3–1 | 2–0 |     |
| 9   | Voluntari (P)          | 14 | 6 | 4 | 4 | 17 | 16 | +1  | 37  | [ i ]                   |     | 0–0 | 2–2 |     | 1–0 | 0–1 | 2–1 | 1–1 | 2–1 |
| 10  | Botoșani               | 14 | 4 | 5 | 5 | 15 | 12 | +3  | 33  |                         |     | 0–1 | 0–0 | 3–0 |     | 1–1 | 1–2 | 2–1 | 2–0 |
| 11  | Concordia Chiajna      | 14 | 4 | 4 | 6 | 14 | 18 | −4  | 29  |                         | 0–0 | 1–1 | 0–2 | 2–1 |     | 3–1 | 0–1 | 2–0 |     |
| 12  | Poli Timișoara (B, O)  | 14 | 5 | 5 | 4 | 16 | 14 | +2  | 27  | Baraż o Liga I          |     | 1–1 | 1–0 | 1–0 | 1–1 | 0–0 |     | 0–1 | 3–1 |
| 13  | Pandurii Târgu Jiu (S) | 14 | 4 | 5 | 5 | 12 | 18 | −6  | 27  | Spadek do Liga II       |     | 0–0 | 0–0 | 1–3 | 1–1 | 3–2 | 1–3 |     | 1–0 |
| 14  | Târgu Mureș (S)        | 14 | 1 | 5 | 8 | 5  | 18 | −13 | 14  | Spadek do Liga II       |     | 1–1 | 0–0 | 0–2 | 0–2 | 2–1 | 0–0 | 0–0 |     |

1. ↑  Voluntari zdobywca Pucharu Rumunii nie uzyskał licencji na udział w europejskich pucharach w sezonie 2017/2018[20].

## Baraż o Liga I
Poli Timișoara wygrała 5-2 dwumecz z UTA Arad trzecią drużyną Liga II o miejsce w Liga I.
| 12 czerwca 2017 | Poli Timișoara                        | 2:1   | UTA Arad           |                                                                             |
| 19:30           | Pedro Henrique 22' · Gabriel Cânu 25' | (2:0) | 52' Sorin Strătilă | Stadion im. Dana Păltinișanu, Timișoara Widzów: 12 000 Sędzia: George Găman |

| 15 czerwca 2017 | UTA Arad           | 1:3   | Poli Timișoara                                                   |                                                                      |
| 17:30           | Marius Curtuiuș 5' | (1:2) | 17' Cristian Bărbuț · 21' Octavian Drăghici · 88' Pedro Henrique | Stadion im. Otto Greffner, Șiria Widzów: 4 000 Sędzia: Radu Petrescu |

## Najlepsi strzelcy
| Bramki | Strzelcy        | Drużyna                         |
| ------ | --------------- | ------------------------------- |
| 16     | Azdren Llullaku | Gaz Metan Mediaș                |
| 11     | Cristian Bud    | CFR 1907 Cluj                   |
| 11     | Aurelian Chițu  | Viitorul Konstanca              |
| 11     | Adam Nemec      | Dinamo Bukareszt                |
| 11     | Denis Alibec    | Astra Giurgiu (3) / FCSB (8)    |
| 11     | Andrei Cristea  | CSM Politehnica Jassy           |
| 10     | Harlem Gnohéré  | Dinamo Bukareszt (5) / FCSB (5) |

Źródło:

## Stadiony
| Astra Giurgiu              |
| Stadion Marin Anastasovici |
| 8 500                      |
|                            |

| Botoșani        |
| Stadion Miejski |
| 7 782           |
|                 |

| CFR 1907 Cluj                 |
| Stadion Constantina Rădulescu |
| 23 500                        |
|                               |

| Concordia Chiajna |
| Stadion Concordia |
| 5 123             |
|                   |

| CSM Politehnica Jassy      |
| Stadion Emila Alexandrescu |
| 11 390                     |
|                            |

| Dinamo Bukareszt |
| Stadion Dinamo   |
| 15 032           |
|                  |

| Gaz Metan Mediaș  |
| Stadion Gaz Metan |
| 7 814             |
|                   |

| Pandurii Târgu Jiu |
| Stadion Miejski    |
| 20 054             |
|                    |

| Poli Timișoara           |
| Stadion Dana Păltinișanu |
| 32 972                   |
|                          |

| Steaua Bukareszt (FCSB) |
| Arena Narodowa          |
| 55 634                  |
|                         |

| Târgu Mureș       |
| Stadion Trans-Sil |
| 8 200             |
|                   |

| Universitatea Krajowa |
| Stadion Extensiv      |
| 7 000                 |
|                       |

| Voluntari                 |
| Stadion Anghel Iordănescu |
| 4 600                     |
|                           |

| Viitorul Konstanca |
| Stadion Viitorul   |
| 4 554              |
|                    |